# Stone Cold (cântec de Demi Lovato)
„Stone Cold” este un cântec al cântăreței Americane Demi Lovato de pe al cincilia sau album de studio Confident (2015). Piesa a fost scrisă de către Lovato cu Lelah Pourkarim și Gustaf Thörn, cu Pourkarim care de asemenea a produs piesa. Acesta a fost lansat pentru vânzarile digitale pe data de 9 octombrie 2015 prin intermediul caselor de discuri Hollywood Records și Island Records ca primul single promoțional de pe album, o saptamană înăinte de lansarea albumului.

## Videoclipul
Un videoclip împreună cu o versiune „live în studio” a piesei a fost încarcat pe contul lui Demi de vevo pe data de 7 octombrie 2015 în promovarea lansării ale albumului.

## Lista pieselor
- Descărcare digitală[7]

1. „Stone Cold” – 3:11

## Clasamente
| Clasament (2015)                       | Poziție maximă |
| -------------------------------------- | -------------- |
| Canada (Hot Canadian Digital Songs)    | 47             |
| Statele Unite ale Americii (Billboard) | 17             |